# HACCAN
HACCAN（はっかん、男性、1978年4月6日 - ）は、北海道出身のイラストレーター。

## 主な作品

### 小説の表紙・挿絵
- BLOODLINKシリーズ（本編6巻、外伝2巻）（山下卓著 / ファミ通文庫 / 2001.6-2008.4）
  - BLOODLINKシリーズ（既刊7巻）（山下卓著 / 徳間文庫 / 2013.10-）
- 真・女神転生III NOCTURNE 混沌（蕪木統文著 / ファミ通文庫 / 2003.8）
- 探偵 神宮寺三郎 Early days 疾走の街（蕪木統文著 / ファミ通文庫 / 2004.7）
- ベルガリアード物語（新装版、全5巻）（デイヴィッド・エディングス著 / ハヤカワ文庫 / 2005.2-6）
- アモス・ダラゴン（全12巻）（ブリアン・ペロー著 / 竹書房 / 2005.6-2007.9）
- 魔術師ベルガラス（デイヴィッド・エディングス著 / ハヤカワ文庫 / 2005.7-9）
- 女魔術師ポルガラ（デイヴィッド・エディングス著 / ハヤカワ文庫 / 2005.10-12）
- マロリオン物語（新装版、全5巻）（デイヴィッド・エディングス著 / ハヤカワ文庫 / 2006.1-5）
- 七時間目の占い入門（藤野恵美 / 講談社青い鳥文庫 / 2006.3)
- 七時間目のUFO研究（藤野恵美 / 講談社青い鳥文庫 / 2007.3）
- 大帝の剣（夢枕獏 / ファミ通連載 / 2005.11-2011.11）
- 帝国の双美姫（全3巻）（ひかわ玲子 / 幻冬舎 幻狼ファンタジアノベルス / 2008.8-2010.3）
- 赤毛のアンシリーズ（新装版、既刊8巻）（L・M・モンゴメリ作 / 村岡花子訳 / 講談社青い鳥文庫 / 2008.7-）
- サーティーナイン・クルーズシリーズ（全25巻）（小浜杳訳 / メディアファクトリー / 2009.6-2017.8）
- お嬢様探偵ありすシリーズ（全8巻）（藤野恵美 / 講談社青い鳥文庫 / 2010.5-2016.10）
- スペランカー 不死身の勇者と王国の謎（宮村優著 / 一二三書房 桜ノ杜ぶんこ / 2013.10）
- クリスマス・キャロル（ディケンズ著 / 杉田七重訳 / 角川つばさ文庫 / 2013.11）
- 名探偵神津恭介（少年向け、全2巻）（高木彬光著 / ポプラポケット文庫 / 2015.1）
- ボイジャーズ8（既刊2巻）（D.J.マクヘイル（中国語版）著 / 小浜杳訳 / KADOKAWA / 2017.7）
- 鹿の王（既刊3巻）（上橋菜穂子著 / 角川つばさ文庫 / 2018.12-）

### ゲーム
- 虫姫さま ふたり（ケイブ開発 / エイエムアイ発売）
- 聖剣伝説シリーズ（スクウェア・エニックス）
  - 聖剣伝説 〜ファイナルファンタジー外伝〜（携帯アプリ版、PlayStation Vita/iOS/Android版）
  - 聖剣伝説2（携帯アプリ版、iOS/Android版）
    - 聖剣伝説2 SECRET of MANA

  - 聖剣伝説3 TRIALS of MANA
  - 聖剣伝説コレクション
  - 聖剣伝説 ECHOES of MANA
  - 聖剣伝説 VISIONS of MANA
- 英雄伝説 空の軌跡 the 3rd（日本ファルコム）
- 英雄伝説 暁の軌跡（USERJOY Technology開発 / USERJOY JAPAN運営）（一部キャラクターデザイン）
  - 英雄伝説 暁の軌跡モバイル（USERJOY Technology開発 / USERJOY JAPAN運営）（一部キャラクターデザイン）
- アヴァロンコード（マトリックス開発 / マーベラスエンターテイメント発売）
- 斬撃のREGINLEIV（サンドロット開発 / 任天堂発売）
- ファイアーエムブレム （インテリジェントシステムズ開発/ 任天堂発売）（覚醒追加コンテンツ異界のアルム）
- チェインクロニクル（セガゲームス）
- ファイアーエムブレム ヒーローズ（インテリジェントシステムズ開発/ 任天堂発売）（一部キャラクターデザイン）

### カードイラスト
- デュエル・マスターズ（ウィザーズ・オブ・ザ・コースト開発 / タカラトミー発売）
- 幻想水滸伝カードストーリーズ（KONAMI）
- ファイアーエムブレム0（インテリジェントシステムズ / 任天堂[1][2]）
  - 「暗黒竜と光の剣」 - 「タリスの戦士サジ」「タリスの斧使いマジ」「タリスの義勇兵バーツ」「天馬三姉妹の長姉パオラ」「天馬三姉妹の次女カチュア」「天馬三姉妹の末っ子エスト」のカードを執筆[3]
  - 「蒼炎の軌跡」 - 「紅竜の軍師イナ」のカードを執筆[4]
- ファイアーエムブレム英雄百歌
  - 「リフ」を担当[5]。

### コミック
- EVENTYR（村田蓮爾責任編集 robot / ワニマガジン社）

### TRPG
- 大帝の剣RPG（高平鳴海・坂本雅之著 / 新紀元社）

### テレビアニメ
- 聖剣伝説 Legend of Mana -The Teardrop Crystal-（2022年、キャラクター原案）